# Selidosema bellaria
Selidosema bellaria là một loài bướm đêm trong họ Geometridae.